# World Opponent Network
World Opponent Network hay WON là một dịch vụ trò chơi trực tuyến được tạo bởi Sierra Games và được xem như là tiền thân của Steam. WON đã được sử dụng cho nhiều game như Homeworld, Half-Life, Outpost 2, Star Trek: Armada, Soldier of Fortune, Dark Reign 2, Silencer, ARC và các phiên bản trực tuyến của loạt game cờ bạc Hoyle.
Khi Havas Interactive mua lại Sierra vào tháng 1 năm 1999, hãng đã bắt đầu quản lý WON từ thời gian đó. Vào tháng 3 năm 2000, Havas Interactive sáp nhập WON.net với Prize Central Net để trở thành Flipside.com. Bất chấp việc này, những game của Valve như Half-Life vẫn tiếp tục sử dụng WON.
Đến năm 2001, Valve mua lại WON từ Flipside.com và bắt đầu phát triển hệ thống Steam mới ở dạng thử nghiệm. Trong những năm sau đó, khi Steam đã được phát triển xong, hệ thống WON vẫn tiếp tục được vận hành.
Valve đóng cửa máy chủ cuối cùng của WON vào ngày 31 tháng 7 năm 2004, chính thức kết thúc những âm vang của WON. Tất cả game trực tuyến của Valve đều được chuyển sang hệ thống Steam. Việc này làm nhiều người chơi Half-Life và Counter-Strike thất vọng vì thời điểm đó hệ thống WON vẫn còn tỏ ra hiệu quả hơn Steam về mặt tốc độ và ít tốn tài nguyên hệ thống.
Sau khi đóng cửa WON, một vài người chơi vẫn tiếp tục sử dụng WON nhờ vào một bản patch phiên bản bán lẻ của Half-Life và Counter-Strike, kết nối đến một dịch vụ WON thay thế khác gọi là No-WON (hay WON2), bản patch này cho phép người sử dụng hệ thống duyệt máy chủ gốc của WON để kết nối đến những máy chủ Half-Life, (bao gồm cả Counter-Strike 1.5), giống như lúc trước khi WON đóng cửa. Những cộng đồng này sau đó được nhiều nhà tài trợ giúp đỡ để giúp người quản trị trang trải chi phí máy chủ hàng tháng.
Sau khi đóng cửa, những người sử dụng thử kết nối đến WON sẽ nhận được thông báo lỗi như "Phiên bản trò chơi đã cũ". Từ ngày 1 tháng 11 năm 2008, hệ thống máy chủ WON chính thức bị Valve xóa bỏ, chương trình sẽ thông báo điều này khi cố gắng kết nối.
Tuy nhiên, có một hệ thống WON mới thay thế được gọi là "WON2". Với WON2, bạn có thể chơi Half-Life 1 multiplayer phiên bản 1.1.1.2. Vào thời đỉnh cao, giữa năm 2005 cho đến 2010, có đến 1000 máy chủ và từ 5000 - 10000 người chơi cùng chơi một lúc trên WON2 - biến nó thành dịch vụ trò chơi nhiều người trực tuyến không chính thức lớn nhất trên thế giới.
Bên cạnh đó, có một nhóm nhân viên của Google gần đây đang tiếp tục phát triển mã lập trình WON API.